# مارك بوجوسكي
مارك س. بوجوسكي (توفي في 18 مارس 2021) كان عالم أمراض أمريكيًا متخصصًا في التحليل الحسابي وعلم الأحياء البنيوي. في عام 2001، تم انتخابه لعضوية الأكاديمية الوطنية الأمريكية للطب والكلية الأمريكية للمعلوماتية الطبية.

## التعليم
في ديسمبر 1986، حصل بوجوسكي على درجة الدكتوراه في الطب من كلية الطب بجامعة واشنطن والدكتوراه في علم الأحياء الجزيئي من برنامج تدريب العلماء الطبيين التابع لقسم الأحياء والعلوم الطبية الحيوية في سانت لويس بولاية ميسوري. كان أول طالب دراسات عليا يتم تدريبه على يد جيفري آي غوردون.
في عام 1989، أصبح بوجوسكي زميلاً طبياً تحت إشراف ديفيد جيه ليبمان في المعهد الوطني للسكري وأمراض الجهاز الهضمي والكلى في المعاهد الصحة الوطنية الأمريكية. انضم إلى المركز الوطني لمعلومات التقانة الحيوية كمحقق في عام 1990 وتم تعيينه كمحقق أول في عام 1995.

## المسيرة المهنية
خدم بوجوسكي في هيئات التدريس في المعاهد الوطنية للصحة، وكلية الطب بجامعة جونز هوبكنز، وكلية الطب بجامعة هارفارد، وكمدير تنفيذي في صناعات التقنيات الحيوية والأدوية. كان نائبًا سابقًا للرئيس ورئيسًا عالميًا لقسم علوم الجينوم والبروتين في شركة نوفارتيس. في عام 2014، أصبح رئيس الخدمات الطبية في ليبرتي بايوسيكورتي (بالإنجليزية: Liberty BioSecurity, LLC)‏ وأسس شبكة الطب الدقيق.
شغل سابقًا منصب رئيس تحرير مجلة جينومكس (بالإنجليزية: Genomics)‏ وكتب سلسلة من الكتب بعنوان "إعادة تصور السرطان".

## الأبحاث

### علم المعلومات الحيوية وعلم الأحياء المحوسب
شمل عمل بوجوسكي في علم الأحياء المحوسب تطوير الخوارزميات (على سبيل المثال ، أخذ العينات من جيبس، والتنقيب في النصوص)، وتصميم قواعد البيانات وتطويرها وتنفيذها عبر (dbEST، XREFdb، ArrayDB)، والتنقيب في البيانات، وتحليل البيانات، وشرح البيانات. لقد ساهم أحد جهود إنشاء قواعد البيانات على وجه الخصوص، قاعدة بيانات علامات التسلسل المعبر عنها (dbEST،1993)، في اكتشاف الجينات والأجيال التالية من تطبيقات الجينوم لرسم خرائط النسخ، وتصميم وبناء المصفوفات الدقيقة، واكتشاف تعدد أشكال النوكليوتيدات الفردية وتحليل الشرح التوضيحي للجينوم البشري.